# Šaratice
Šaratice (en allemand : Scharatitz, précédemment Scharaditz) est une commune du district de Vyškov, dans la région de Moravie-du-Sud, en République tchèque. Sa population s'élevait à 1 056 habitants en 2020.

## Géographie
Šaratice se trouve à 17 km au sud-est de Brno, à 23 km au sud-ouest de Vyskov et à 202 km au sud-est de Prague.
|  |

La commune est limitée par Zbýšov au nord, par Hrušky à l'est, par Milešovice et Otnice au sud et par Újezd u Brna et Hostěrádky-Rešov à l'ouest.

## Histoire
La première mention écrite du village date de 1209.